# Parysatis (fille d'Artaxerxès III)
Pour les articles homonymes, voir Parysatis.
Parysatis est la fille d'Artaxerxès III, roi perse de la dynastie achéménide. Elle épouse Alexandre le Grand lors des noces de Suse en février 324 av. J.-C. Elle aurait été assassinée sur l'ordre de Roxane après la mort d'Alexandre en 323 av. J.-C.

## Biographie
Après le meurtre d'Artaxerxès III en 338 av. J.-C. par Bagoas, Arsès, le frère de Parysatis, règne brièvement avant d'être également assassiné pour être remplacé par son cousin, Darius III, en 336. Il est probable que même après la mort de son père, Parysatis et ses sœurs aient continué à résider à la cour. Pendant la campagne de Darius contre Alexandre le Grand, Parysatis et ses sœurs, ainsi que de nombreux membres de l'aristocratie perse, accompagnent l'armée perse. À la suite de la bataille d'Issos en 333 av. J.-C., Parysatis et d'autres membres de sa famille sont capturés à Damas par le général macédonien Parménion.
Il est envisageable que Parysatis soit ensuite restée à Suse avec les femmes de la famille de Darius. Selon Arrien, qui est le seul à mentionner ce fait, Alexandre l'épouse lors des noces de Suse organisées en 324, alors que le même jour Alexandre épouse également la fille aînée de Darius, Stateira. En épousant les deux princesses, Alexandre chercherait à cimenter ses liens avec les deux branches des Achéménides.
Après ce mariage, il n'y a plus de traces écrites la concernant. Mais il est possible que Plutarque ait commis une confusion entre elle et la sœur de Stateira, nommée Drypétis, cette dernière étant selon lui assassinée sur l'ordre de Roxane avec l'appui de Perdiccas après la mort d'Alexandre en juin 323. L'assassinat d'une épouse d'Alexandre semble plus opportun pour Roxane, alors enceinte du futur Alexandre IV, que celui de Drypétis.

## Sources antiques
- Arrien, Anabase [lire en ligne], VII.
- Plutarque, Vies parallèles [détail des éditions] [lire en ligne], Alexandre.